# Polynemus dubius
Polynemus dubius és una espècie de peix pertanyent a la família dels polinèmids.

## Descripció
- Pot arribar a fer 20 cm de llargària màxima.
- 9 espines i 14-16 radis tous a l'aleta dorsal i 3 espines i 12 a l'anal.
- 25 vèrtebres.
- 7 filaments pectorals (els dos superiors són més llargs que la longitud total del cos).[6][7][8]

## Alimentació
Menja crustacis, peixets i organismes bentònics.

## Hàbitat
És un peix d'aigua dolça, salabrosa i marina; potamòdrom; demersal i de clima tropical.

## Distribució geogràfica
Es troba a la península de Malaca, Sumatra i Borneo.

## Ús comercial
Es comercialitza fresc i els exemplars petits es poden emprar com a aliment per a ànecs i fertilitzants.

## Observacions
És inofensiu per als humans.